# Уиттекер, Эдмунд Тейлор
Эдмунд Тейлор Уиттекер (англ. Edmund Taylor Whittaker, 24 октября 1873, Саутпорт, Ланкашир, Англия, Великобритания — 24 марта 1956, Эдинбург, Шотландия, Великобритания) — английский математик, специалист по прикладной математике, математической физике и теории специальных функций.

## Биография
Эдмунд Тейлор Уиттекер родился в Саутпорте (Ланкашир, Англия) 24 октября 1873 года в семье Селины Септимы Тейлор (Selina Septima Taylor) и Джона Уиттекера (John Whittaker). Он учился в Манчестерской грамматической школе, а затем получил стипендию для обучения в Тринити-колледже Кембриджского университета.
Эдмунд Тейлор Уиттекер начал учиться в Тринити-колледже в 1892 году. Среди его наставников были математики Эндрю Форсайт и Джордж Говард Дарвин. В 1895 году Уиттекер был признан вторым среди лучших студентов-математиков Кембриджского университета (англ. Second Wrangler).
В 1896 году Уиттекер был избран членом совета Тринити-колледжа (англ. Fellow of Trinity College). После этого он начал преподавать и, в частности, внёс значительные изменения в курс математического анализа, которые впоследствии были отражены в его книге «Курс современного анализа» (A Course of Modern Analysis, 1902; начиная с издания 1915 года соавтором этой книги является Джордж Невилл Ватсон). Он также читал курсы по электричеству и магнетизму, астрономии и геометрической оптике.
В 1901 году Уиттекер женился на Мэри Фергюсон Макнейтен Бойд (Mary Ferguson McNaghten Boyd), дочери шотландского священника Томаса Бойда. Впоследствии у них было три сына и две дочери, причём средний сын, Джон Макнейтен Уиттекер, тоже стал известным математиком.
С 1901 по 1906 год Уиттекер был секретарём Королевского астрономического общества, а в 1906—1912 годах — Королевским астрономом Ирландии, а также профессором астрономии Дублинского университета, где, помимо астрономии, он также преподавал математическую физику.
В 1905 году Уиттекер был избран членом Лондонского королевского общества, которое в 1931 году наградило его медалью Сильвестра, а в 1954 году — медалью Копли. Уиттекер был членом Лондонского математического общества, а в 1928—1929 годах — президентом этого общества.
В 1912 году Уиттекер переехал в Эдинбург, где он получил должность заведующего кафедрой математики Эдинбургского университета (которая была вакантной после того, как в ноябре 1911 года скончался предыдущий руководитель кафедры Джордж Кристал). Там Уиттекер и продолжал работать до своего выхода на пенсию в 1946 году.

## Научные результаты
Основные работы Уиттекера посвящены математическому анализу, в том числе численному анализу. Он работал над дифференциальными уравнениями в частных производных и, в частности, получил решения трёхмерного уравнения Лапласа. Он также интересовался теорией относительности и теорией электромагнетизма — в частности, построением решений для уравнений Максвелла.
Уиттекер написал "Историю теорий эфира и электричества", том 1 - 1910 г., том 2 вышел в 1953 г. Блестящая работа составила известность историка науки в англоговорящих странах и является одной из лучших работ в данной области.
В книге упоминается о теории относительности, авторство которой приписывается Пуанкаре и Лоренцу. В книге упоминается о поправках Эйнштейна в формулы для аберрации и доплеровского эффекта. Формулу связи массы и энергии, по мнению Уиттекера, написал Льюис в 1908 г.
Макс Борн, будучи другом Уиттекера, написал Эйнштейну письмо в сентябре 1953 г., рассказывая, что на протяжении трёх предыдущих лет пытался убедить Уиттекера изменить мнение о роли Эйнштейна, но этого не произошло, хотя Уиттекеру нравилось говорить об этом.

## Переводы на русский
- Э. Т. Уиттекер. Аналитическая динамика. — М., УРСС, 2004, 595 с. (2-е издание), ISBN 5-354-00849-2.
- Э. Уиттекер. История теорий эфира и электричества - Ижевск: НИЦ "Регулярная и хаотическая динамика", 2001 - 512 с. ISBN 5-93972-070-6.
- Э. Уиттекер История теорий эфира и электричества: Современные теории (1900-1926 гг). - М. - Ижевск: Институт компьютерных исследований, 2004, 464 с. ISBN 5-93972-304-7.
- Э. Т. Уиттекер. История теории эфира и электричества, том 2. — М., 2004, 464 с.
- Э. Т. Уиттекер, Дж. Н. Ватсон. Курс современного анализа. —  М., Физматлит, 1963, в двух томах (2-е издание)
  - Том 1. Основные операции анализа.
  - Том 2. Трансцендентные функции.